# La Coma (Sant Pere de Ribes)
La Coma o Can Barba és una obra de Sant Pere de Ribes (Garraf) protegida com a Bé Cultural d'Interès Local.

## Descripció
Masia situada al nord oest de Ribes, a mig camí de la Font d'en Zidro. Està formada per un conjunt de cases de dues crugies adossades entre sí. Hi ha un total de quatre cases, dues orientades a migdia i dues més a llevant, de planta baixa i pis. La primera té la coberta a una sola vessant i està oberta amb un portal d'arc de mig punt ceràmic amb brancals ceràmics, sobre el qual hi ha dues finestres d'arc pla arrebossat. La casa del costat té la coberta a dues vessants amb el carener perpendicular a la façana i sobresurt d'un nivell respecte les altres. Totes les obertures del frontis són d'arc pla arrebossat. A la seva façana posterior, orientat a llevant, hi ha la tercera casa, amb coberta a dues vessants i el carener paral·lel a la façana. El portal i les finestres són totes d'arc pla arrebossat. La quarta casa supera en alçada a la resta a causa del desnivell del terreny, i té la coberta com l'anterior. Té un portal d'arc escarser amb brancals ceràmics, així com un finestral ceràmic al pis. A la façana de llevant de la segona hi ha adossat un cos annex d'un sol nivell d'alçat. L'acabat exterior és arrebossat i pintat, excepte la quarta casa, que presenta la pedra vista. Entorn les façanes de tramuntana i de ponent hi ha les restes d'altres cases.

## Història
L'heretat la Coma consta al cadastre de l'any 1717 com a propietat d'Eulàlia Quadras. Antigament estava constituït per set cases, que es coneixien com a Can Barba, Can Soques, Can Guillet, Can Tió, Can Monjo, Can Puig i Can Fèlix. En l'actualitat només se'n conserven quatre.